# Landtagswahlkreis Pinneberg-Nord
Der Landtagswahlkreis Pinneberg-Nord (Wahlkreis 22) ist ein Landtagswahlkreis in Schleswig-Holstein. Sein Gebiet umfasst die Städte Barmstedt und Quickborn, die amtsfreien Gemeinden Bönningstedt, Hasloh, Helgoland und Rellingen und die Ämter Hörnerkirchen, Pinnau und Rantzau. Er deckt also den nördlichen und östlichen Kreis Pinneberg und die Insel Helgoland ab. 2012 wurde im Zuge der Neueinteilung die Nummerierung von 26 auf 23 und 2017 auf 22 geändert. Der Wahlkreis gilt als Hochburg der CDU, die ihn seit 1971 lediglich bei den Landtagswahlen 1988 und 1992, als die SPD alle Wahlkreise gewann, nicht erringen konnte. Auch die FDP, die hier 2022 ihr zweitbestes Wahlergebnis erzielte, erreicht im Wahlkreis traditionell überdurchschnittliche Ergebnisse.

## Landtagswahl 2022
| Gegenstand der Nachweisung | Gegenstand der Nachweisung | Erst- stimmen | Erst- stimmen | Zweit- stimmen | Zweit- stimmen |
| Bewerber                   | Partei                     | Anzahl        | %             | Anzahl         | %              |
| -------------------------- | -------------------------- | ------------- | ------------- | -------------- | -------------- |
| Wahlberechtigte            | Wahlberechtigte            | 59.092        | 59.092        | 59.092         | 59.092         |
| Wähler                     | Wähler                     | 65.639        | 65.639        | 65.639         | 65.639         |
| Ungültige Stimmen          | Ungültige Stimmen          | 431           | 1,0           | 245            | 0,6            |
| Gültige Stimmen            | Gültige Stimmen            | 42.321        | 99,0          | 42.507         | 99,4           |
| davon                      |                            |               |               |                |                |
| Peter Lehnert              | CDU                        | 18.857        | 44,6          | 20.375         | 47,9           |
| Helge Neumann              | SPD                        | 7.792         | 18,4          | 6.444          | 15,2           |
| Erika von Kalben           | GRÜNE                      | 7.309         | 17,3          | 7.103          | 16,7           |
| Annabell Krämer            | FDP                        | 3.886         | 9,2           | 3.298          | 7,8            |
| Thorsten Thomat            | AfD                        | 1.867         | 4,4           | 1.805          | 4,2            |
| René König                 | DIE LINKE                  | 583           | 1,4           | 462            | 1,1            |
| Claudia Edmund             | SSW                        | 1.404         | 3,3           | 1.350          | 3,2            |
| –                          | PIRATEN                    | –             | –             | 126            | 0,3            |
| Thomas Schüttfort          | FREIE WÄHLER               | 547           | 1,3           | 301            | 0,7            |
| –                          | Die PARTEI                 | –             | –             | 260            | 0,6            |
| –                          | Z.                         | –             | –             | 45             | 0,1            |
| –                          | dieBasis                   | –             | –             | 397            | 0,9            |
| –                          | Die Humanisten             | –             | –             | 48             | 0,1            |
| –                          | Gesundheitsforschung       | –             | –             | 36             | 0,1            |
| –                          | Tierschutzpartei           | –             | –             | 321            | 0,8            |
| –                          | Volt                       | –             | –             | 136            | 0,3            |
| Hans-Christoph Hushahn     | Bündnis C                  | 76            | 0,2           | –              | –              |

Neben dem langjährigen Wahlkreisabgeordneten Peter Lehnert, der seit 1992 für die CDU dem Parlament angehört und zum siebten Mal in Folge Wahlkreissieger wurde, wurden auch die Direktkandidaten der Grünen, Erika von Kalben (Landtagsabgeordnete seit 2012), und der FDP, Annabell Krämer (Landtagsabgeordnete seit 2017), erneut über die Landeslisten ihrer Parteien in den Landtag gewählt.

## Landtagswahl 2017
| Direktkandidat        | Partei     | Erststimmen in % | Zweitstimmen in % |
| --------------------- | ---------- | ---------------- | ----------------- |
| Peter Lehnert         | CDU        | 42,6             | 35,3              |
| Helge Neumann         | SPD        | 29,5             | 27,0              |
| Erika von Kalben      | GRÜNE      | 8,1              | 10,7              |
| Annabell Krämer       | FDP        | 9,1              | 13,4              |
| Sven Ludzuweit        | PIRATEN    | 0,9              | 0,8               |
| Thorsten Falke        | SSW        | 1,5              | 2,0               |
| Christiane vom Schloß | DIE LINKE. | 2,6              | 2,8               |
| Michael Poschardt     | AfD        | 5,2              | 5,9               |
|                       | Übrige     | 0,3              | 2,1               |

Neben dem langjährigen Wahlkreisabgeordneten Peter Lehnert, der seit 1992 für die CDU dem Parlament angehört, wurden die Direktkandidaten der Grünen, Erika von Kalben, und der FDP, Annabell Krämer, über die Landeslisten ihrer Parteien in den Landtag gewählt.

## Landtagswahl 2012
| Direktkandidat     | Partei     | Erststimmen in % | Zweitstimmen in % |
| ------------------ | ---------- | ---------------- | ----------------- |
| Peter Lehnert      | CDU        | 44,3             | 36,9              |
| Johanna Skalski    | SPD        | 31,5             | 27,1              |
| Kirstin Funke      | FDP        | 4,2              | 9,8               |
| Erika von Kalben   | GRÜNE      | 9,1              | 11,6              |
| Hans-Ewald Mertens | DIE LINKE. | 1,9              | 1,9               |
| Uwe Menke          | SSW        | 2,4              | 2,8               |
| Udo Radloff        | PIRATEN    | 6,7              | 7,8               |
| –                  | Übrige     | –                | 2,1               |

Neben dem wiedergewählten Wahlkreisabgeordneten Peter Lehnert, der seit 1992 für die CDU dem Parlament angehört, wurde zunächst lediglich die Direktkandidatin der Grünen, Erika von Kalben, über die Landesliste ihrer Partei in den Landtag gewählt. Die bisherige FDP-Abgeordnete Kirstin Funke verpasste aufgrund der Verluste den Wiedereinzug in das Parlament. Auch der Landeslistenplatz 24 der SPD-Kandidatin Johanna Skalski reichte zunächst nicht. Sie rückte jedoch am 6. Januar 2017 für Lars Winter, der 2016 zum Bürgermeister von Plön gewählt worden war, in den Landtag nach.

## Landtagswahl 2009
| Direktkandidat       | Partei     | Erststimmen in % | Zweitstimmen in % |
| -------------------- | ---------- | ---------------- | ----------------- |
| Peter Lehnert        | CDU        | 42,7             | 36,8              |
| Wolfgang Kruse       | SPD        | 25,9             | 22,8              |
| Günther Hildebrand   | FDP        | 12,4             | 16,8              |
| Erika von Kalben     | GRÜNE      | 9,7              | 11,6              |
| Anke Joldrichsen     | SSW        | 2,3              | 2,3               |
| Gerwin Bastrup       | DIE LINKE. | 4,5              | 5,1               |
| Michael Merkens      | PIRATEN    | 1,8              | 1,7               |
| -                    | NPD        | -                | 0,9               |
| Hans-Peter Holzwarth | FW-SH      | 0,7              | 0,7               |
| -                    | RENTNER    | -                | 0,5               |
| -                    | FAMILIE    | -                | 0,7               |
| -                    | RRP        | -                | 0,2               |
| -                    | IPD        | -                | 0,0               |

Neben dem erneut wiedergewählten Wahlkreisabgeordneten Peter Lehnert, der seit 1992 für die CDU dem Parlament angehört, wurden die Direktkandidaten der FDP, Günther Hildebrand (MdL seit 2000), und der Grünen, Erika von Kalben (erstmals im Parlament), über die Landesliste ihrer Partei in den Landtag gewählt.

## Landtagswahl 2005
Die Landtagswahl 2005 ergab folgendes Ergebnisse:
| Gegenstand der Nachweisung | Gegenstand der Nachweisung | Erst- stimmen | Erst- stimmen | Zweit- stimmen | Zweit- stimmen |
| Bewerber                   | Partei                     | Anzahl        | %             | Anzahl         | %              |
| -------------------------- | -------------------------- | ------------- | ------------- | -------------- | -------------- |
| Wahlberechtigte            | Wahlberechtigte            | 59.443        | 59.443        | 59.443         | 59.443         |
| Wähler                     | Wähler                     | 41.451        | 41.451        | 41.451         | 41.451         |
| Ungültige Stimmen          | Ungültige Stimmen          | 977           | 2,4           | 553            | 1,3            |
| Gültige Stimmen            | Gültige Stimmen            | 40.474        | 97,6          | 40.898         | 98,7           |
| davon                      |                            |               |               |                |                |
| ?                          | SPD                        | 14.709        | 36,3          | 14.455         | 35,3           |
| Peter Lehnert              | CDU                        | 19.513        | 48,2          | 18.316         | 44,8           |
| Günther Hildebrand         | FDP                        | 2.874         | 7,1           | 3.049          | 7,5            |
| ?                          | GRÜNE                      | 2.018         | 5,0           | 2.462          | 6,0            |
| ?                          | SSW                        | 979           | 2,4           | 762            | 1,9            |
| –                          | NPD                        | –             | –             | 681            | 1,7            |
| –                          | FAMILIE                    | –             | –             | 277            | 0,7            |
| –                          | Übrige                     | 381           | 0,9           | 896            | 2,2            |

Neben dem direkt gewählten Wahlkreisabgeordneten Peter Lehnert, der das Direktmandat zum dritten Mal gewinnen konnte, wurde der Direktkandidat der FDP, Günther Hildebrand, über die Landesliste seiner Partei in den Landtag gewählt.

## Bisherige Abgeordnete
Direkt gewählte Abgeordnete des Wahlkreises Pinneberg-Nord bzw. des Wahlkreises Pinneberg-Ost (Landtagswahlen 1954–1971) waren:
| Jahr | Direktkandidat      | Partei | Erststimmen in % |
| ---- | ------------------- | ------ | ---------------- |
| 2022 | Peter Lehnert       | CDU    | 44,6             |
| 2017 | Peter Lehnert       | CDU    | 42,6             |
| 2012 | Peter Lehnert       | CDU    | 44,3             |
| 2009 | Peter Lehnert       | CDU    | 42,7             |
| 2005 | Peter Lehnert       | CDU    | 48,2             |
| 2000 | Peter Lehnert       | CDU    | 43,8             |
| 1996 | Peter Lehnert       | CDU    | 42,5             |
| 1992 | Sabine Hamer        | SPD    | 41,7             |
| 1988 | Sabine Hamer        | SPD    | 48,2             |
| 1987 | Rainer Ute Harms    | CDU    | 49,2             |
| 1983 | Rainer Ute Harms    | CDU    |                  |
| 1979 | Rainer Ute Harms    | CDU    | 53,0             |
| 1975 | Rainer Ute Harms    | CDU    | 56,2             |
| 1971 | Rainer Ute Harms    | CDU    | 58,5             |
| 1967 | Hermann Klingenberg | SPD    | 43,6             |
| 1962 | Ernst Kühl          | CDU    | 43,9             |
| 1958 | Erich Hagenah       | SPD    | 42,7             |
| 1954 | Heinrich Sellmann   | SPD    | 42,0             |
| 1950 | Peter Georg Cohrs   | DP     | 40,9             |